# Proserpinus proserpina
Proserpinus proserpina е вид пеперуда от семейство Sphingidae.

## Разпространение и местообитание
Видът е разпространен в Австрия, Азербайджан, Армения, Белгия, България, Германия, Гърция, Ирак, Иран, Испания, Италия, Казахстан, Ливан, Мароко, Португалия, Сирия, Туркменистан, Турция, Узбекистан, Унгария, Франция и Швейцария.
Обитава гористи местности, места с песъчлива почва и долини.
- Proserpinus proserpina ♂
- Proserpinus proserpina ♂  △
- Proserpinus proserpina ♀
- Proserpinus proserpina  ♀ △